# Внезапный сыч
Внезапный сыч — советская и российская музыкальная группа, основанная в 1989 году.

## История
Группа основана музыкантом и композитором Кириллом «Кешей» Спечинским (Домашняя лаборатория) и вокалистом Петром Матвеевым в середине 1989 года, вскоре к ним присоединился Михаил Малин (Нате!, Нож для фрау Мюллер), до этого записывавший альбом с Брайаном Ино и Лондонским Симфоническим Оркестром.
Первый альбом «Короче, Ты Понял», записывался на студии у Малина и вышел зимой 1990.
В его записи также принимала участие группа Колибри.
Группа стала активно и успешно гастролировать по стране, участвовать в крупнейших музыкальных фестивалях.
Тогда же были сняты видеоклипы — «КТП», «Мама», «Девчонка некислая», «Хей, ковбой!» и «Светка стебалистая». С 1995 года Спечинский плодотворно сотрудничает с группой «Пеп-Си» — итогом этого альянса явился альбом «Три Звезды На Небе», где музыкант является автором большинства композиций.
Начиная с 1996 года состав «Внезапного Сыча» неоднократно менялся. В нём в разное время играли: Виктор и Григорий Сологубы (Странные Игры), Игорь Черидник (Странные Игры), Виктор Лушин и Дима Парфенов (Ослик) (Препинаки), Александр Рыжов (Токио), Юрий «Зигфрид» Лисихин (Волчья Ягода, Мечта, Черный Лукич), Константин Никитин (Stanislavsky, Лев И Страус, ЭР200), Виталий Кудрявцев (Никогда не Верь Хиппи), Миша «Мясо» Иванов (Собака Це Це), Александр Лещев (Лев И Страус), Коля Воронов (Сплин) и другие. Группа выступала в ведущих клубах Москвы и Петербурга, продолжая завоевывать свою аудиторию.
После смерти Михаила Малина (1996 — от цирроза печени) и Петра Матвеева (2001), собрав новый состав, Спечинский продолжил свои творческие экзерсисы.
В 2004 группа уезжает на два месяца в Японию, где создается альбом «Made in Japan» и пишутся песни к альбомам «Шизаманэ» и «Золотая путевка».
В 2008 году группа в обновленном составе завершил выпуск альбома «100% Columbia». К коллективу присоединились Вова Узкий (гитара) и Макс Святой (бас).
Летом 2010 года Кирилл Спечинский ещё раз обновил состав музыкантов и приступил к работе над новой программой.
В 2015 году состоялся концерт группы в Израиле в 3-х городах (в составе: К. Спечинский — вокал, гитара, М. Иванов — вокал гитара, Е. Позняков — ударные).
10 марта 2018 года на 53-году жизни скончался лидер группы Кирилл Спечинский, после его смерти группа распалась.
В 2020 году на музыкальном лейбле «OLIVA MUSIC Ltd.» было издано два альбома группы: «Внезапный Live» — концертный альбом, записанный в 2013 году, и «Dance RMX» — альбом электронных танцевальных ремиксов и каверов на хиты группы.
В 2021 году лейблом «OLIVA MUSIC Ltd.» был выпущен фильм «Внезапный Сыч — Концерт на крыше» (режиссёр Иван Лаврентьев). Съёмки проходили летом 2013 года на смотровой площадке гостиницы «Три Моста», в самом центре Санкт-Петербурга. Премьера фильма состоялась в Санкт-Петербурге 02.06.2021 в клубе «Fish Fabrique Nouvelle».

## Дискография
- Короче, ты понял (1989)
- Extra (1990)
- 7 (2002)
- Made in Japan (2003)
- Орущий Космос (2004)
- Шизамане (2007)
- 100 % Columbia (2008)
- Шаболда (2018)
- Внезапный Live (2020)
- Dance RMX (2020)

## Составы
- Классический состав:
  - Кирилл Спечинский
  - Пётр Матвеев
  - Михаил Малин
- Состав 2001—2007:
  - Кирилл Спечинский — музыка, тексты, вокал, бас-гитара
  - Сергей Суконкин — гитара, аранжировки
  - Юлия Зубань и Пётр Козельский — бэк-вокал
- Состав 2008:
  - Кирилл Спечинский
  - Леха Фанат
  - Вова Узкий
  - Макс Святой
- Состав 2010:
  - Кирилл Спечинский — музыка, тексты, вокал, гитара
  - Константин Оганов — таз-бас
  - Дмитрий Куницин — клавишные
  - Евгений Позняков — ударные, бэк-вокал
- Состав 2012:
  - Кирилл Спечинский — музыка, тексты, вокал, гитара
  - Сергей Суконкин — гитара, аранжировки
  - Дмитрий Куницин — клавишные
  - Евгений Позняков — ударные, бэк-вокал
- Состав 2015—2016:
  - Кирилл Спечинский — музыка, тексты, вокал, гитара, программирование
  - Миша «Мясо» Иванов — бас, вокал, программирование
  - Евгений Позняков — ударные, бэк-вокал
  - Алексей «Фанат» Шляков — ударные, вокал, концепт-арт
- Последний состав 2016—2018:
  - Кирилл Спечинский — музыка, тексты, вокал, гитара
  - Алексей «Фанат» Шляков — ударные, бэк-вокал
  - Роман Каретников — бас, звукорежиссура